# Référendum pascuan de 2010
Le référendum pascuan de 2010 a lieu le 1er mars 2010 afin de permettre à la population de l'île de Pâques de se prononcer sur le transfert temporaire d'un moaï en France pour y être exposé au Jardin des Tuileries.
La proposition est rejetée à une large majorité, près de neuf votants sur dix se prononçant contre, pour une participation d'un peu plus de 60 % des inscrits. Les autorités décident peu après l'abandon du projet.

## Contexte

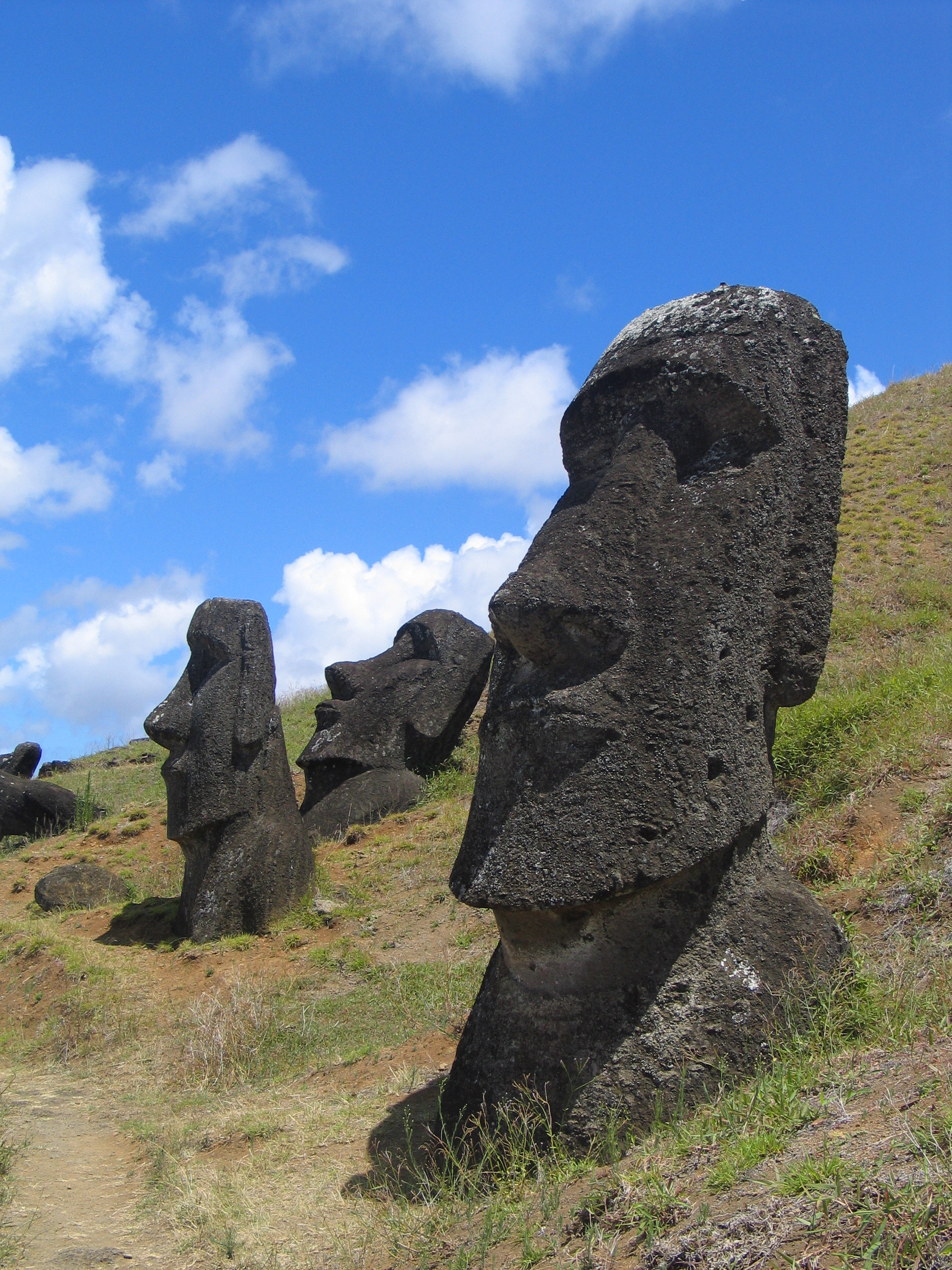
Statues de moaï.

En mai 2008, la fondation italienne Mare Nostrum présente aux autorités de l'île de Pâques — aussi appelée Rapa Nui, en polynésien — un projet de transfert en France d'une statue monumentale de moaï afin d'y être exposée au Jardin des Tuileries pour une durée de deux mois. Le projet est notamment soutenu par le directeur du tourisme de l'île, Edgard Hedreveri, selon lequel une telle exposition aurait pour effet de « montrer au monde qu'en détruisant la nature, l'humanité se détruit elle même », en raison du caractère symbolique de ces statues, liées à une catastrophe écologique causée par la main de l'Homme. L'« énergie spirituelle » du moaï permettrait ainsi selon lui de transformer la conscience matérialiste du monde vers quelque chose de plus humain.

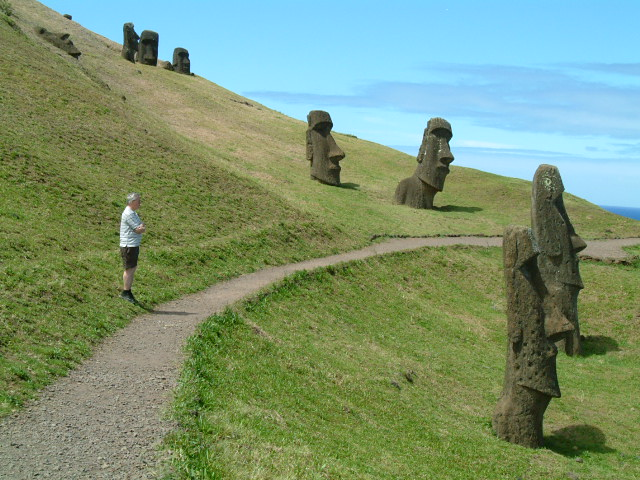
Statues de moaïs sur le site de Rano Raraku.

Hedreveri est soutenu par la gouverneur de l'île Carolina Hotus, le président du Conseil des anciens Alberto Hotus, l'ancien gouverneur Pedro Edmunds ainsi que son neveu, Pedro Edmunds Paoa. Ce dernier détermine lors d'un séjour aux Tuileries effectué plus tôt dans l'année avoir compris que c'était « là que la statue voulait se dresser. Un fort courant d'énergie [passant] par ce point. »,.
Le déplacement d'un moaï situé au pied du Mont Maunga Vaka Kipu, approuvé par le Conseil des monuments nationaux (CNM) est alors prévu par voie aérienne, au cours d'un trajet qui verrait la statue assurée pour un montant de deux millions de dollars. Le Chili ayant signé la Convention 169 de l'Organisation internationale du travail sur les droits des indigènes, le projet passe cependant obligatoirement par une consultation de la population locale sous la supervision du CNM et de la Corporation Nationale de Développement Indigène (CONADI), bien que le résultat de celle ci n'ait pas de caractère contraignant. La décision de la mise à référendum est prise le 25 septembre 2009, et publiée au Journal officiel. 
D'un point de vue médiatique, le référendum passe inaperçu au Chili même en raison du séisme meurtrier ayant affecté le pays trois jours auparavant

## Résultat
| Choix                     | Votes | %     |
| ------------------------- | ----- | ----- |
| Pour                      | 94    | 10,65 |
| Contre                    | 789   | 89,35 |
|                           |       |       |
| Votes valides             | 883   | 99,66 |
| Votes blancs et invalides | 3     | 0,34  |
| Total                     | 886   | 100   |
| Abstention                | 589   | 39,93 |
| Inscrits/Participation    | 1 475 | 60,07 |

Approuvez vous le transfert temporaire du moaï en France selon les termes proposés par la Fondation Mare Nostrum ?
| Pour 94 (10,65 %) |  | Contre 789 (89,35 %) |
| ▲                 |  |                      |
| Majorité absolue  |  |                      |

## Conséquences
Devant le rejet massif exprimé par la population, le Conseil des monuments nationaux décide le 14 avril suivant de mettre fin au projet,.